# 红嘴鸥
红嘴鸥（學名：Chroicocephalus ridibundus）是一种鸥科棕头鸥属的鸟类，俗称水鸽子，体形和毛色都与鸽子相若。是一種小型的鷗，在包括歐洲在內的大部分古北界地區繁殖，並且在加拿大東部的沿海地區也有繁殖。大部分的紅嘴鷗是遷徙性的，會在冬季遷往更南方的地區，但一些鳥則居住在歐洲最西部的氣候較為溫和的地區。該物種在北美東北部的數量較少，曾經在那裡被稱為普通紅嘴鷗。

## 分類
紅嘴鷗先前被歸類於鷗屬（Larus），但根據NACC和SACC的意見，並基於Pons等人的研究（Pons, J.-M.、A. Hassanin和P.-A. Crochet，2005年，《基於線粒體標記推測的鷗科（Laridae）的系統發育關係，分子系統發育與進化》37: 686-699）及早期參考文獻，對鷗科的分類學進行了廣泛的變更，許多鷗類物種被從Larus屬中移除，包括紅嘴鷗。
新的屬名棕頭鷗屬（Chroicocephalus）取代了鷗屬（Laurus），源自古希臘語詞語khroizo，意為“著色”，以及kephale，意為“頭部”。其種名ridibundus為拉丁語，意為“豐富的”。
紅嘴鷗展示了多種引人入勝的行為和適應性特徵。這些包括孵化後移除巢中的蛋殼、兄弟姐妹之間的乞食協調、性別差異、同種巢寄生以及額外配偶之父系。它們是越冬物種，出現於各種不同的棲息地。

## 描述
這種鷗的身長為37—44 cm（141⁄2—171⁄2英寸），翼展為94—110 cm（37—431⁄2英寸），體重為190—400 g（63⁄4—141⁄8 oz）。
飛行時，翼前緣的白色是一個很好的辨識標誌。夏季成鳥的頭部呈巧克力棕色（遠看似乎為黑色），身體為淺灰色，主要飛羽的尖端為黑色，喙和腿為紅色。冬季頭上的棕色消失，只留兩個深色斑點。未成熟鳥的身體大部分覆蓋著棕色斑點，尾巴上有一條黑色帶。兩性在羽毛上沒有差異。
紅嘴鷗在大型蘆葦叢或沼澤中，或在湖中的島嶼上築巢，巢位於地面。 像大多數鷗類一樣，它在冬季時非常合群，不論是在覓食時還是在傍晚的棲地。它不是一種遠洋物種，很少在遠離海岸的海洋上出現。
紅嘴鷗是一種大膽且機會主義的覓食者。牠以昆蟲、魚類、種子、蚯蚓、城市中的廢物和腐肉為食，也會在耕田中攝食無脊椎動物。 這是一種喧鬧的鳥類，尤其在繁殖群體中，常發出熟悉的“kree-ar”叫聲。牠的學名意為laughing gull。
這種鳥類需要兩年才能達到成熟。第一年的鳥類尾巴上有一條黑色的末端帶，翅膀上有更多深色區域，夏季時，頭上的深色不如成熟鳥那麼明顯。像大多數鷗類一樣，紅嘴鷗是長壽鳥類，在野外記錄的最長壽命至少為32.9年，另外還有一則現今被認為可信度不高的逸事，提到一隻63歲的鳥。

## 分布
红嘴鸥分布广泛，分布在北美地区、欧亚大陆及非洲北部、中南部地区，印度次大陆及中国的西南地区、中南半岛和中国的东南沿海地区，太平洋诸岛屿也由分布。在中国繁殖于在天山以北以及西伯利亚和中国东北。在中国东部及北纬32度以南的湖泊、河流及沿海地带越冬，最南端可达印度半岛。
由于红嘴鸥数量大，喜集群，在世界的许多沿海港口、湖泊都可看到。例如1985年以后，每年冬季都有成千上万的红嘴鸥云集云南昆明市区各大小湖泊越冬，为昆明冬季一大特色。
紅嘴鷗分布於大部分的歐洲，也廣泛分布在古北界地區，一直到日本和中國東部。 少量紅嘴鷗也在加拿大東北部繁殖，冬季時可以在北美洲東北部看到，向南至維吉尼亞州，通常與外觀相似的波拿巴鷗一同出現，也可在一些加勒比海島嶼看到。據記錄，紅嘴鷗在卡羅萊納海岸是一種非常罕見的過境鷗。

## 习性
红嘴鸥在海上时浮于水上或站立在漂浮物或固定物上，可与其他海鸟混群，在鱼群上可作燕鸥状盘旋飞行，在有些城镇较为温驯，常有人投食:170。
一项定位在昆明的研究指出，由于人类的喂食行为，城市中的红嘴鸥的觅食距离和最近飞行距离相比乡村有明显缩短，且出现了一定的驯化现象，例如主动接近人类乞食、在人类呼唤或喂食时觅食等。

## 行為

### 卵殼移除
卵殼移除是一種在幼鳥孵化後觀察到的行為，主要目的是減少捕食風險。 移除卵殼是一種伪装策略，可以避免捕食者發現巢穴。 卵殼距離巢穴越遠，捕食風險越低。 紅嘴鷗的卵會遭受其他鳥類、狐狸、鼬鼠，甚至其他紅嘴鷗的捕食。儘管母鳥在捕食者靠近時會表現出某種形式的攻擊性，但在前30分鐘內，尚未乾透的幼鳥在孵化後容易被其他紅嘴鷗捕食，當幼鳥的父母被分心時尤其如此。
紅嘴鷗還會移除其他不屬於巢中的物體。卵殼和其他物體的移除在孵化期以及孵化後的頭幾天都非常重要。然而，隨著時間的推移，移除過程似乎有所增加。 移除工作由雄鳥和雌鳥共同完成，通常只持續幾秒鐘，每年進行三次。
紅嘴鷗能夠通過辨認蛋殼的薄鋸齒狀白邊來區分卵殼和卵。因此，卵或卵殼的重量在判斷其價值時並不起作用。

#### 早期的卵殼移除假說
其他假說也曾試圖解釋紅嘴鷗移除卵殼的生存價值，包括：
1. 孵化後的殼邊緣可能會傷害幼鳥。[10]
2. 卵殼可能會在孵育過程中產生干擾。[10]
3. 卵殼可能會滑到未孵化的卵上，形成雙層殼。[10]
4. 卵殼中遺留的濕潤有機物可能會導致細菌和黴菌的生成。[10]

### 繁殖

#### 兄弟姐妹之間的乞食協調
紅嘴鷗通過將食物反芻到地面來餵養幼鳥，而不是一隻一隻餵食。父母會根據巢中的乞食強度來調整反芻量，無論是單隻幼鳥還是多隻幼鳥一起乞食。兄弟姐妹學會了這種行為，開始同步他們的乞食信號，以減少個體的成本並增加整體的收益。 父母對幼鳥的食物反芻率隨著乞食強度的增加而增加。
乞食信號的數量和反應在巢期內有所不同。通常，每小時會有3-5次乞食行為，每次持續約一分鐘。 高強度的乞食行為在巢中的第一周末出現，但多隻幼鳥之間的協調則在巢期的最後一周才出現。兄弟姐妹數量越多，乞食的協調性越強，乞食次數反而會減少。

#### 性別差異
雄性雛鳥相比雌性雛鳥有較低的生存機會。紅嘴鷗屬於性別大小二型異形的物種，因此在食物來源不足時，體型較大的性別會處於不利地位。
雄性雛鳥較有可能在第一顆卵中孵化，而雌性雛鳥則較有可能在第三顆卵中孵化。雌性紅嘴鷗在下蛋時根據可用食物量的反應，可以預測後代的特徵。

#### 同種寄生育雛
同種寄生育雛是一種行為，指雌性在其他同種雌性的巢中產卵。 這種行為可以減少孵化和育雛的成本，因為育雛工作會轉交給另一隻鳥來完成。紅嘴鷗通常會產下三顆卵，前兩顆卵通常較大。 第三顆卵的存活率通常最低，而第一顆或第二顆卵通常是寄生卵。
大多數寄生產卵行為發生在產卵期的開始。寄生卵被產在其他同種鳥巢中的情況會增加孵化機會，這可能是由於巢穴被遺棄或被其他鳥類接管所導致。
巢中來自不同母鳥的多顆卵也可能是同種巢寄生、 雌性共同築巢、 或巢穴接管的結果。 同種巢寄生對於巢主來說是一種不利，因為雌鳥可能最終照顧寄生雛鳥而忽略自己的雛鳥，從而降低它們的生存能力。另一個不利之處是孵育比自身數量更多的雛鳥會消耗更多能量。

#### 配對外親子關係
配對外親子關係（EPP）的發生率在不同紅嘴鷗群體間有很大變化。這主要是一種依賴於情境的策略，意味著並非所有紅嘴鷗都會經歷這種行為。 配對外親子關係在不同群體中的變化，可以通過其對雌性優勢與劣勢的影響以及對雌性選擇壓力的不同程度來解釋。
配對外親子關係發生率的差異可能由多種因素決定，包括生命史特徵、生態因素或雄性不同的行為策略。

#### 群體內的中央-邊緣梯度
在群體中央築巢的紅嘴鷗比在群體邊緣築巢的更早下蛋，中央配對的蛋通常較大，孵化成功率也較高。中央築巢的個體也被發現處於較好的狀態，且具有更高的基因質量。

### 行走展示
紅嘴鷗展示兩種行走方式：點頭行走（HBW）和不點頭行走（NBW）。點頭行走包含持頭階段和推進階段。紅嘴鷗的持頭階段主要發生在單支撐階段，這是鳥類將頭部穩定以適應環境的時刻。 點頭行走通常發生在紅嘴鷗通過水面行走以尋找食物時，並帶來增強運動和圖案檢測的好處，以及在推進階段通過運動視差獲取深度信息的好處。 不點頭行走則發生在紅嘴鷗在平坦表面上尋找食物時表現出等待行為的時候。

### 同步行為
對紅嘴鷗行為的觀察顯示，紅嘴鷗個體會與周圍的紅嘴鷗鄰居同步進行警戒活動。紅嘴鷗群體中的同步行為取決於成員之間的距離。

## 用途

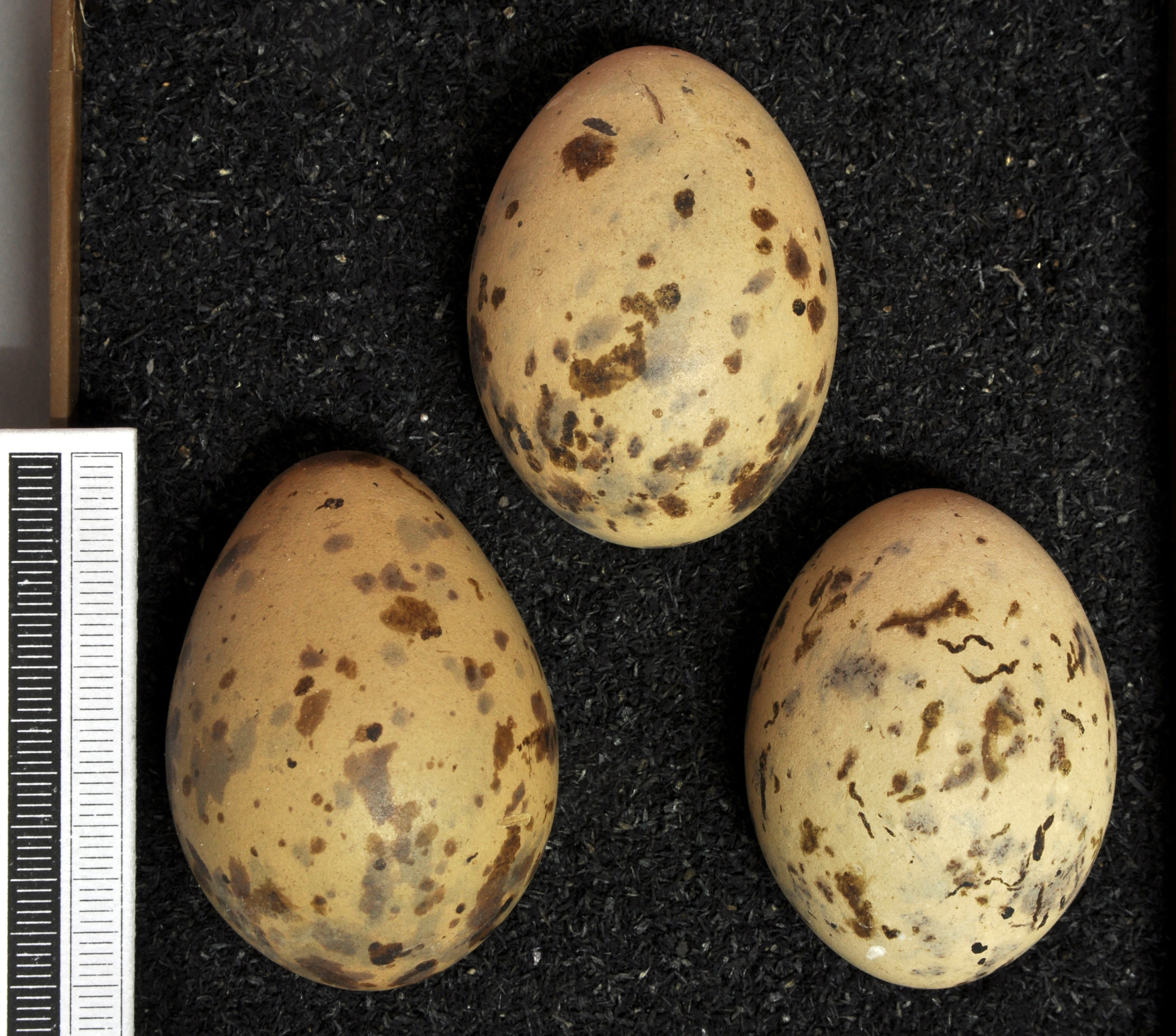
蛋, 收藏於威斯巴登博物館

紅嘴鷗的蛋在英國被一些人視為珍饈，並會將其煮熟後食用。 英國政府對紅嘴鷗蛋的採集進行了嚴格的監管。每年僅允許少數持牌者在六個地點於4月1日至5月15日之間採集，每個巢穴只能取走一顆蛋。6月30日之後，禁止出售任何蛋。由於紅嘴鷗通常在4月下旬至5月初產卵，這些蛋每年只有3到4周的時間可供購買。

## 澳大利亞的發現
1991年10月19日，當地布魯姆的鳥類觀察者布萊恩·凱恩在當地污水池塘巡查時，看到了一種奇怪的鳥類。看到這隻鳥後，他立即打電話聯繫布魯姆鳥類觀察站確認這個物種，但其身份引發了爭論。凱恩拍攝了這隻鳥的照片並記錄了實地觀察筆記，然後將這些信息發送給位於塔斯馬尼亞州霍巴特的評估委員會，委員會確認這的確是紅嘴鷗。這是澳大利亞首次記錄到該物種的目擊事件。

## 流行文化
在理查德·亞當斯1972年的小說Watership Down中，一隻名為Kehaar的紅嘴鷗在故事中扮演了重要角色。他自稱自己的名字是擬聲詞，模仿了海浪拍打海岸的聲音。這隻鳥在季節性候鳥遷徙期間被農場貓弄傷，並因此被落在伯克郡丘陵，後來被一群歐洲野兔收留。Kehaar後來成為牠們的朋友和盟友，多次幫助兔子們脫離險境；最後牠因本能驅使而返回自己的群體，但承諾每年冬天會來探望牠們。 亞當斯曾表示，為了保持動物行為的現實性，Kehaar被描繪得聰明、群居、吵鬧、凌亂且急躁。他有一種粗喉音的口音，靈感來自亞當斯曾經認識的一位挪威抵抗戰士。 Kehaar這個角色出現在該小說的所有三個改編版本中：在1978年的電影中由Zero Mostel配音，在1999年的電視劇中由Rik Mayall配音，而在2018年的迷你劇中則由Peter Capaldi配音。
紅嘴鷗是日本東京的官方市鳥， 並且東京灣的海鷗線自動導軌交通系統也以其命名。

## Gallery

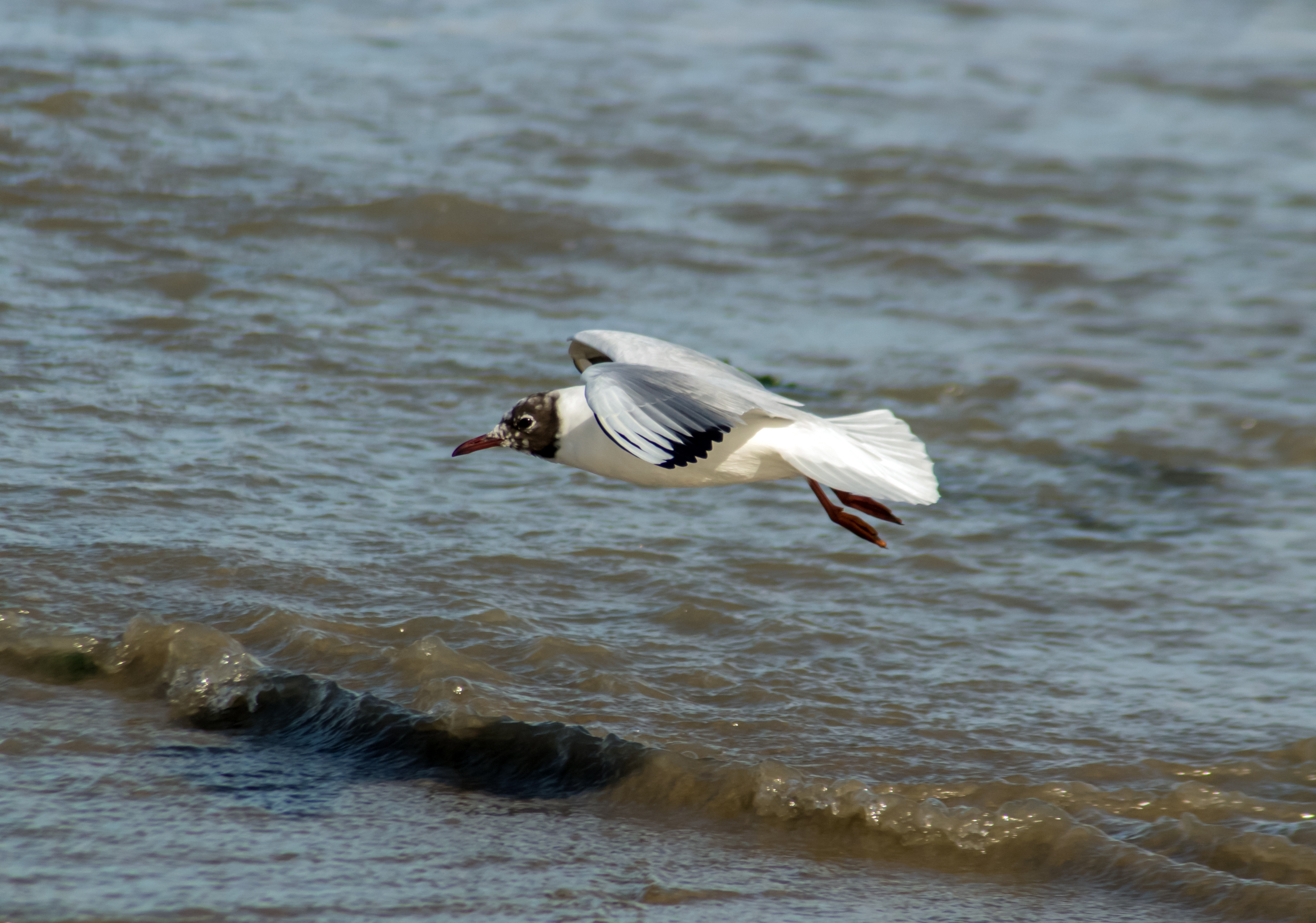
Chroicocephalus ridibundus 拉德斯海 - 突尼斯
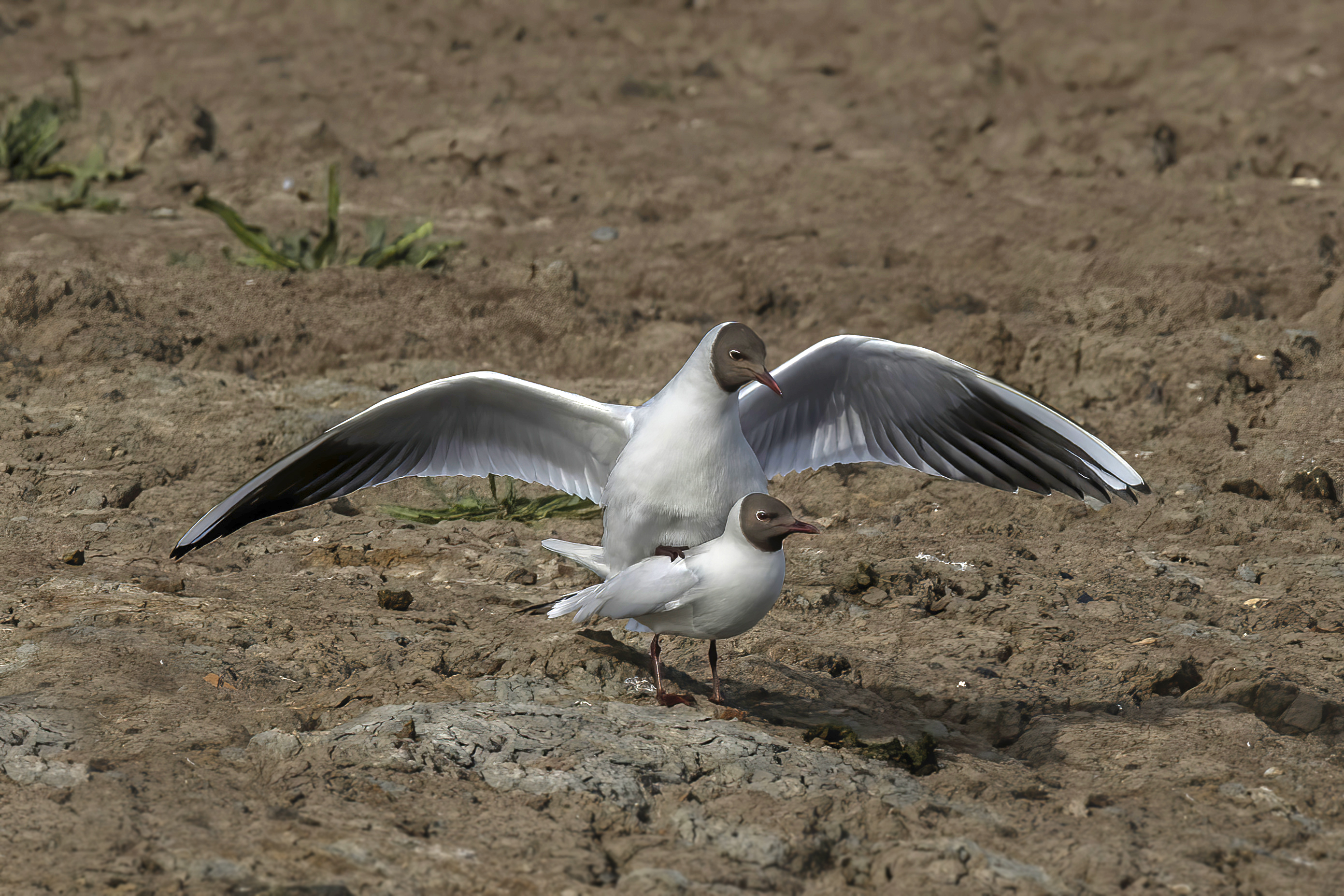
交配
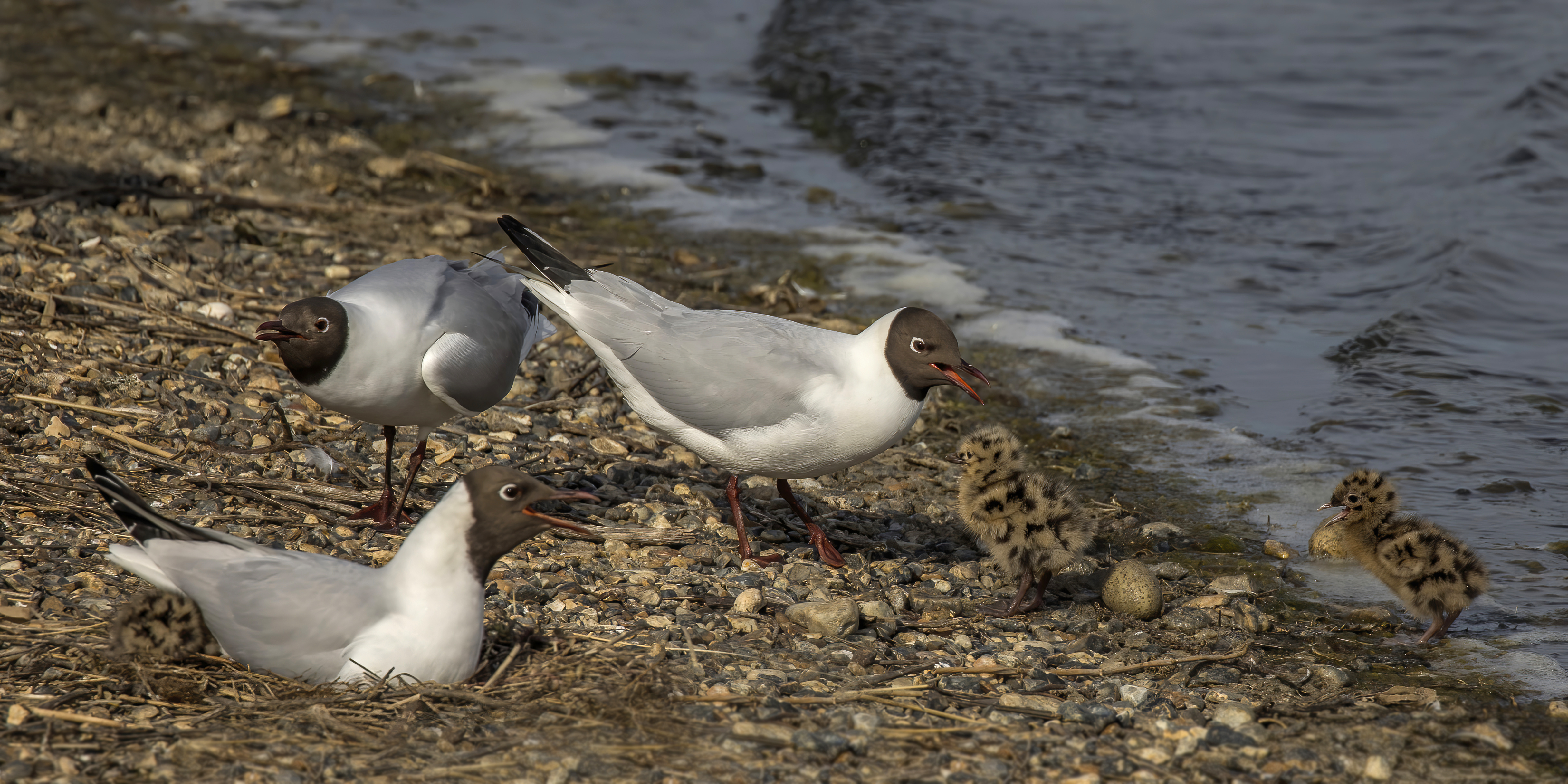
顧巢與雛鳥
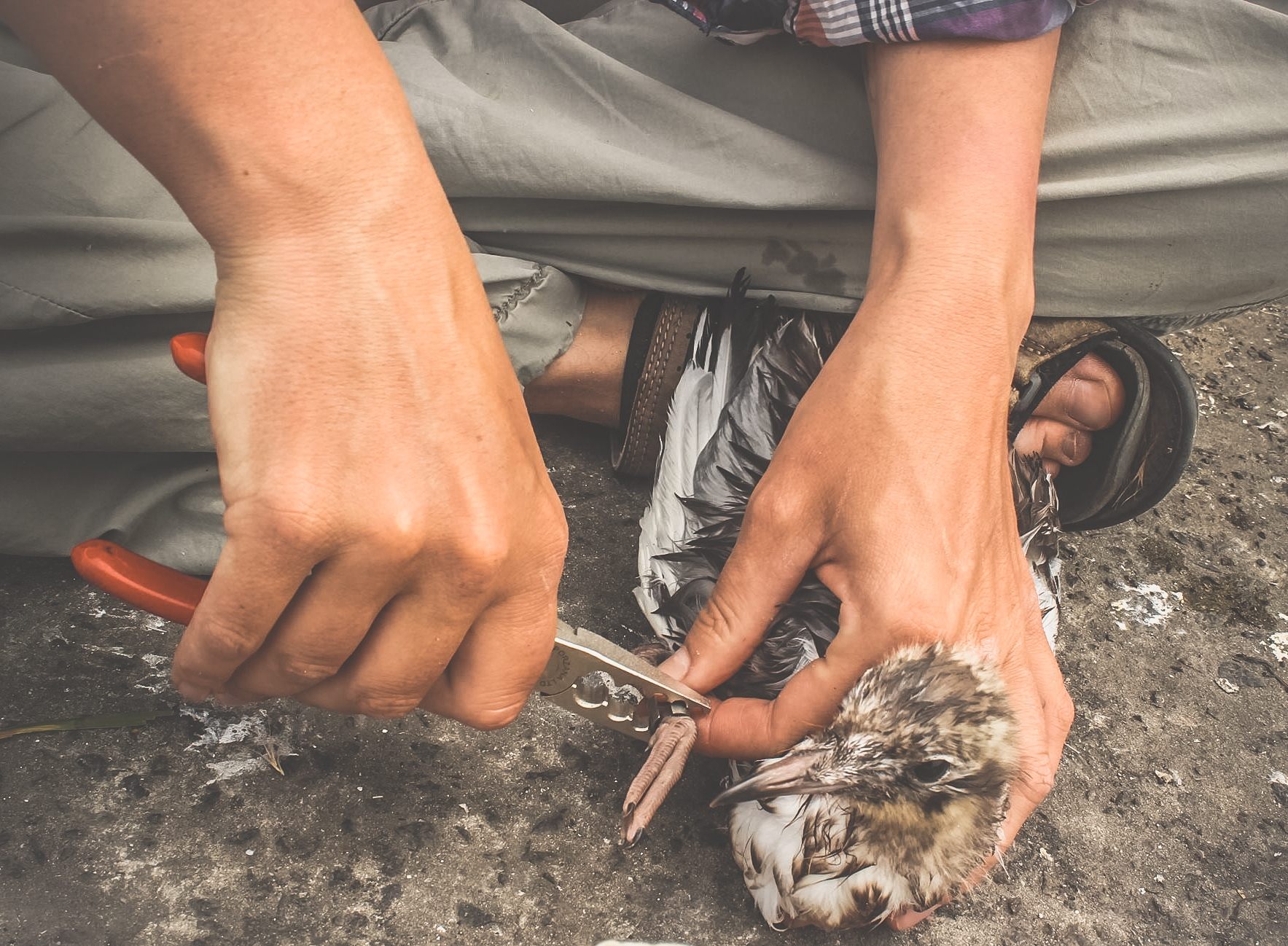
繫放顧巢中的紅嘴鷗 Chroicocephalus ridibundus (Linnaeus, 1766) (Laridae)
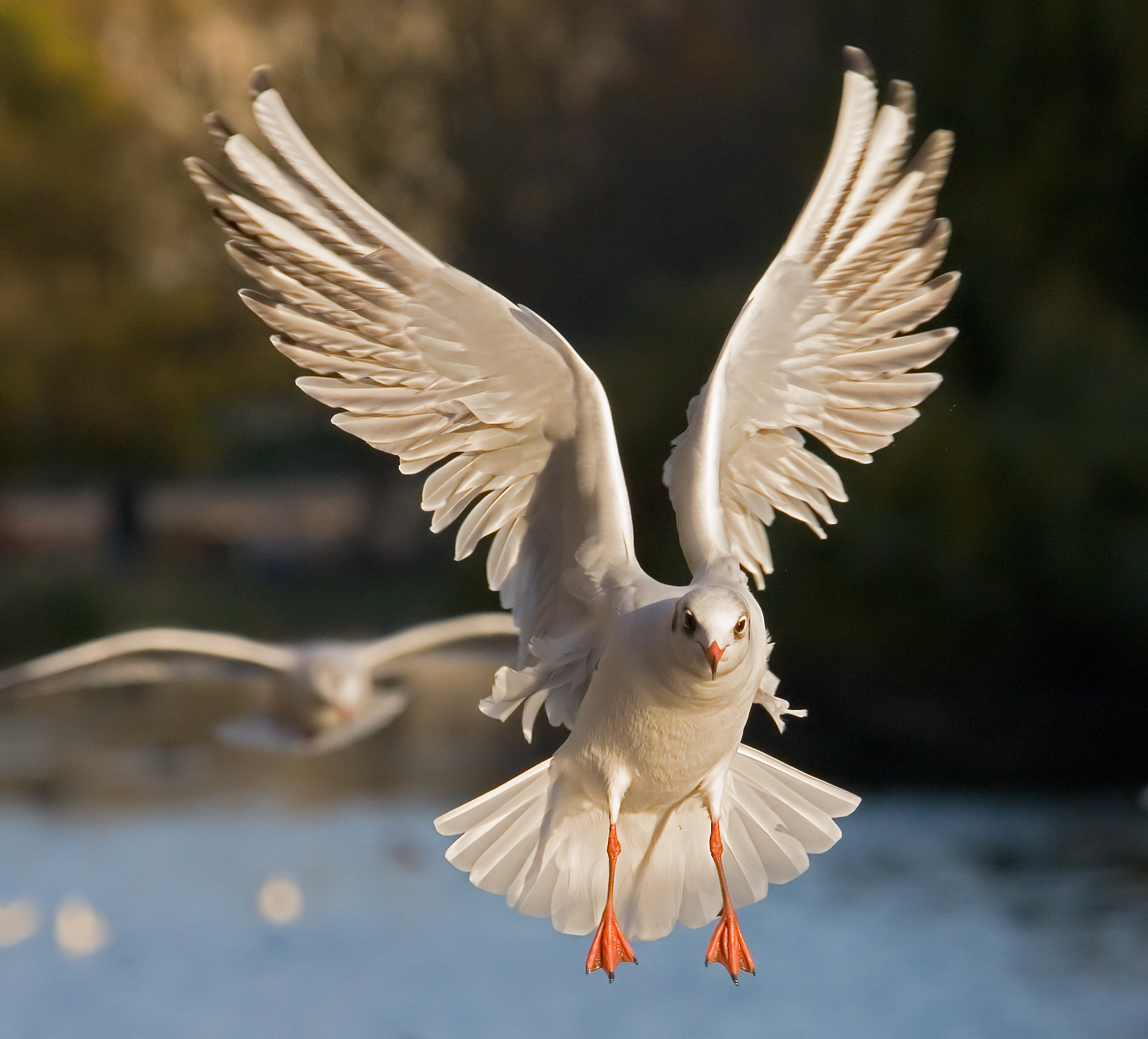
成鳥冬羽 聖詹姆斯公園，倫敦
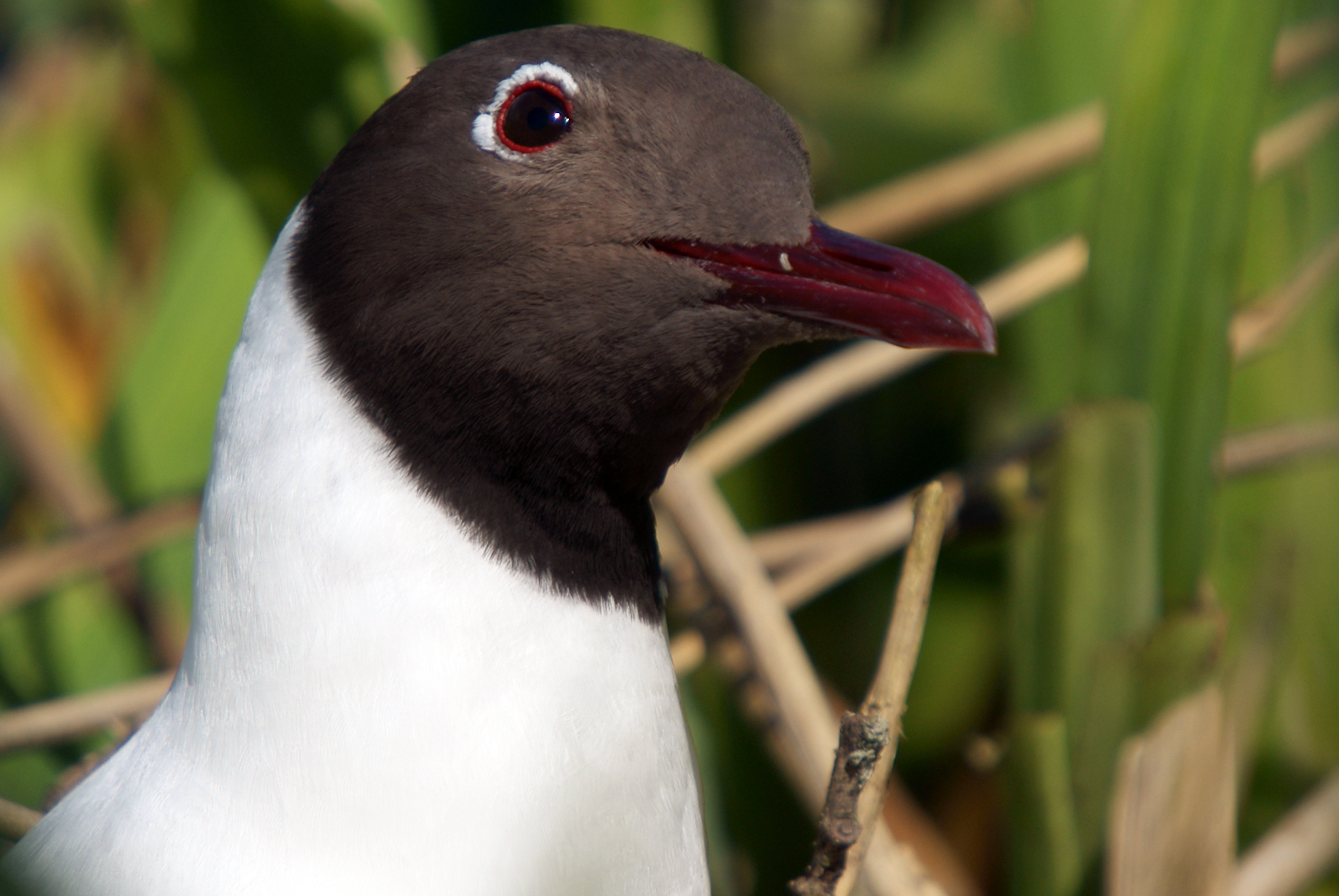
成鳥繁殖羽
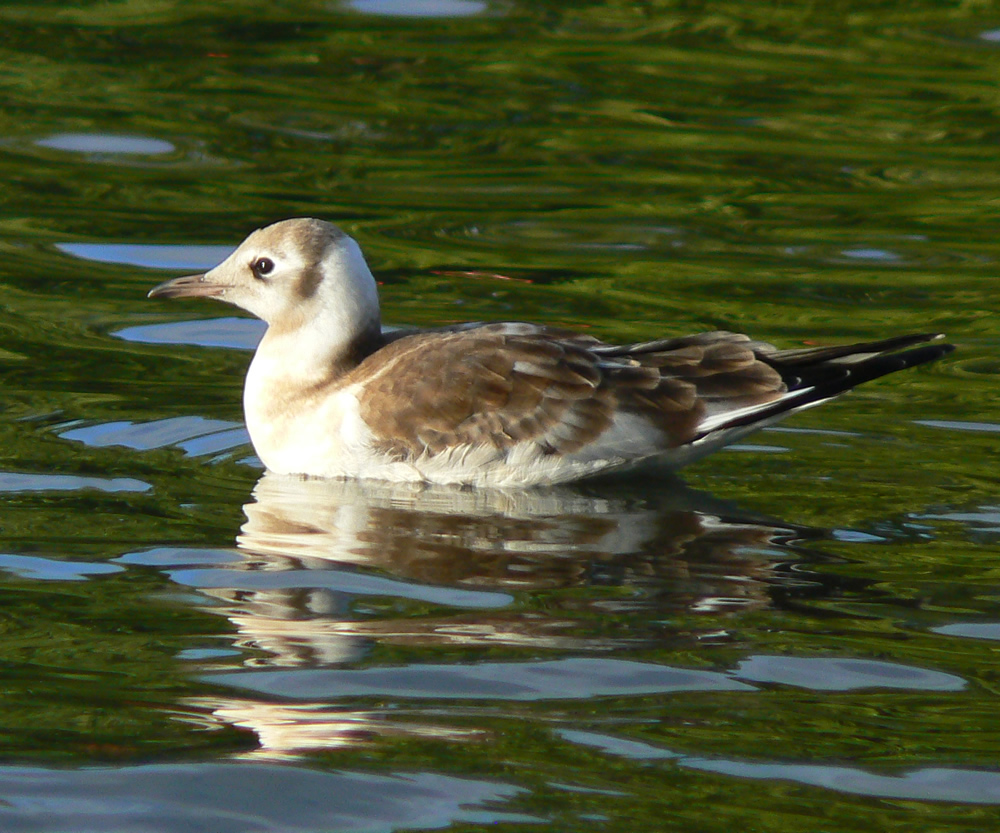
亞成鳥
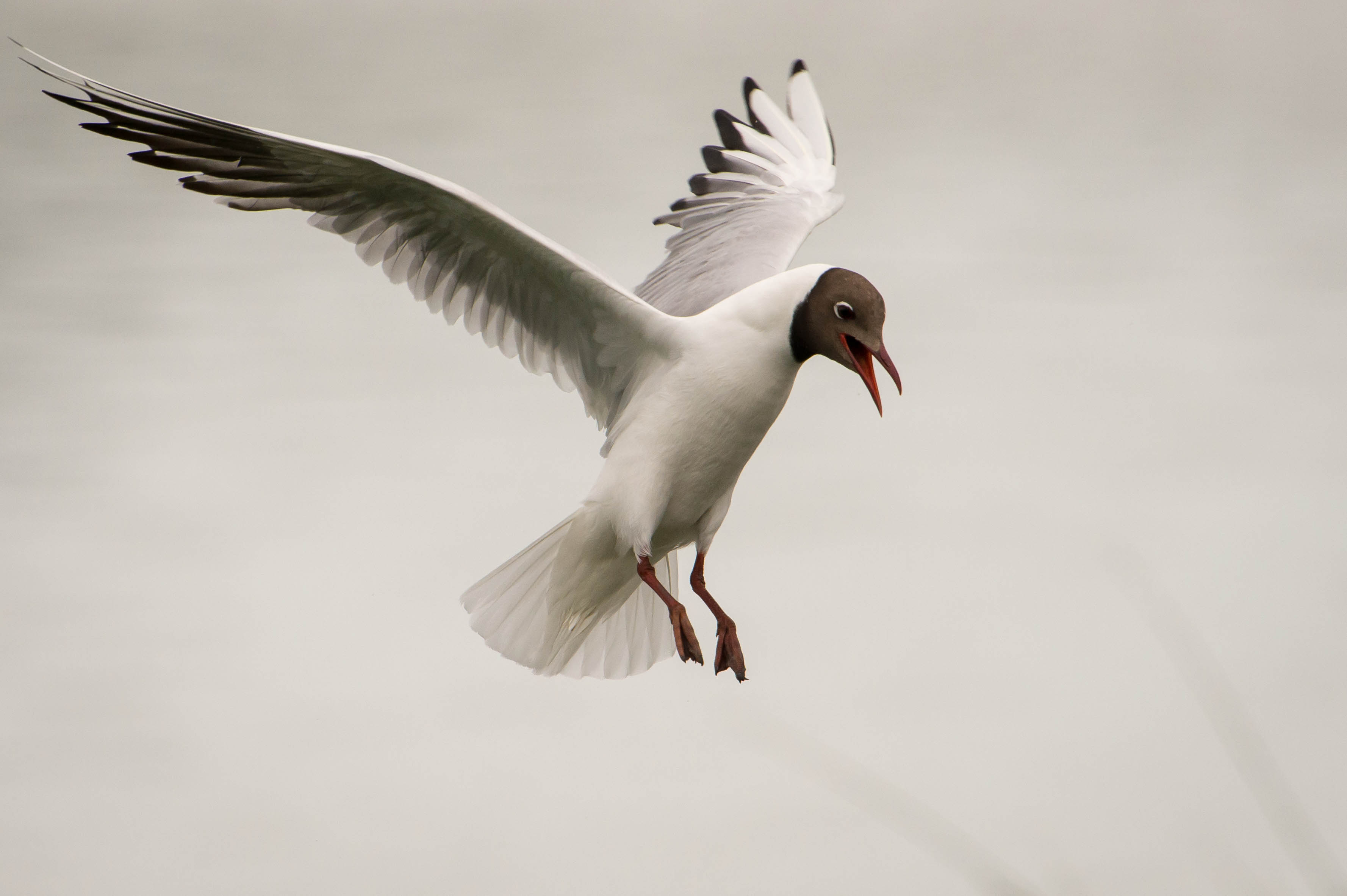
飛行中
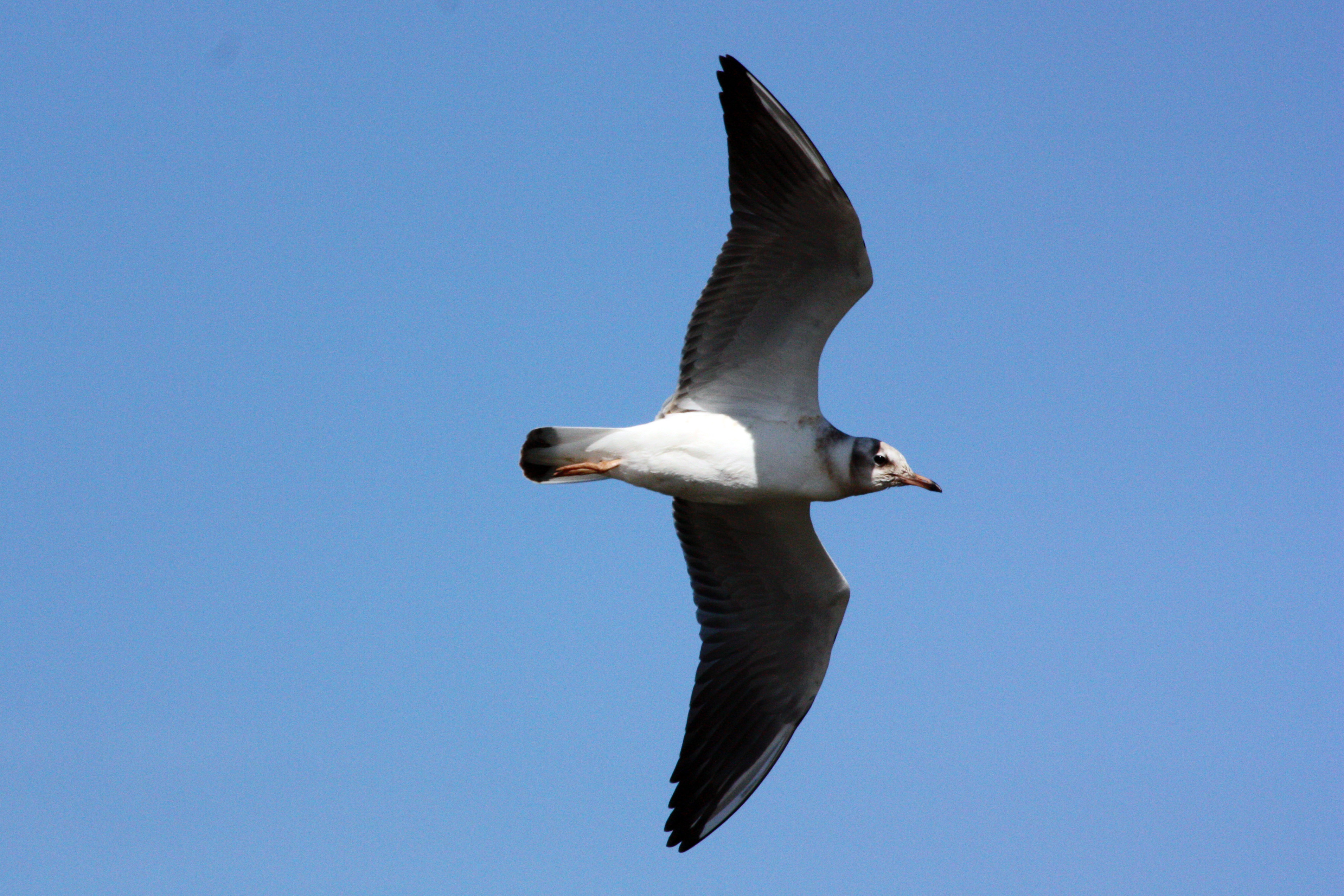
亞成鳥 法穆爾水庫, 牛津郡
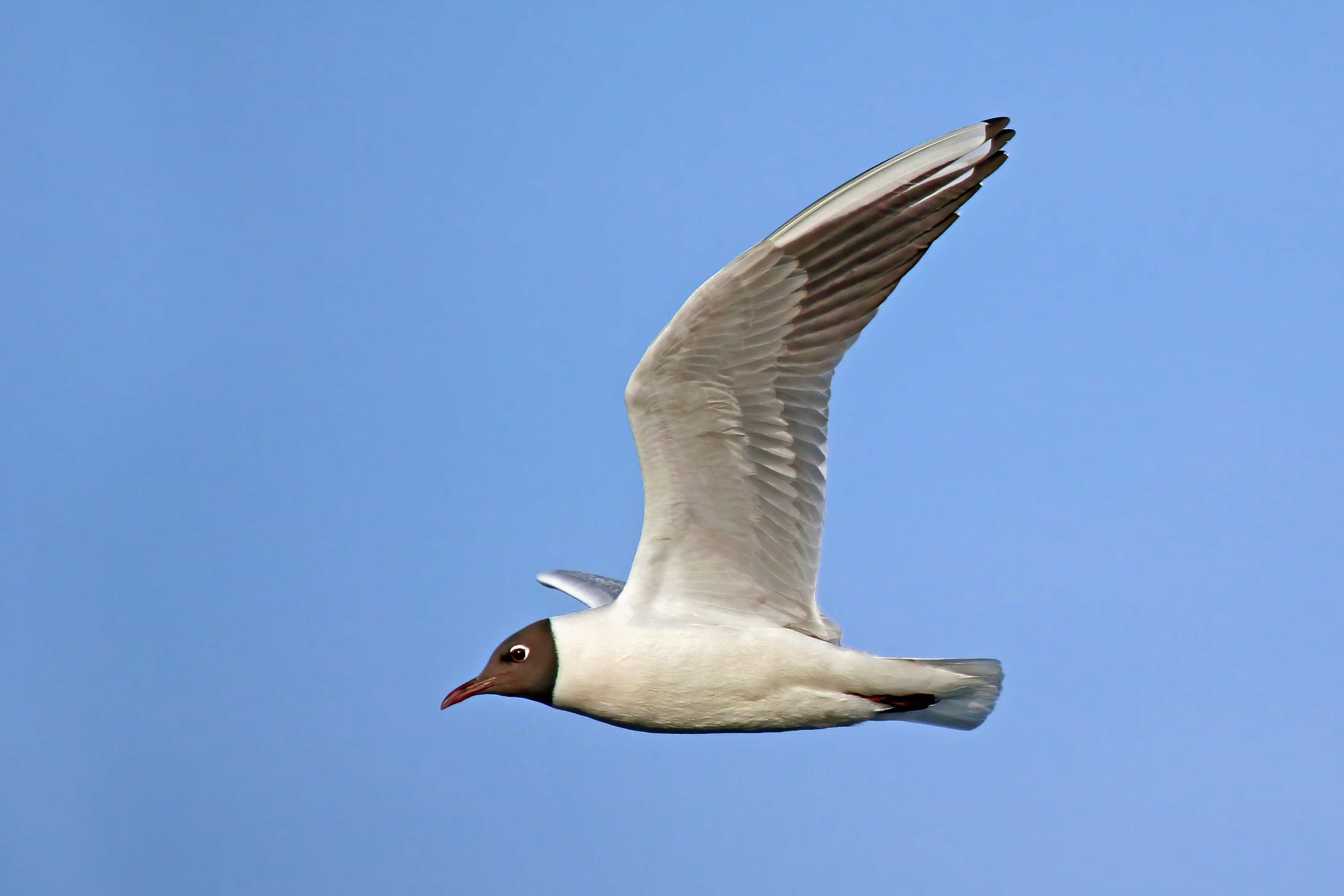
法穆爾水庫, 牛津郡
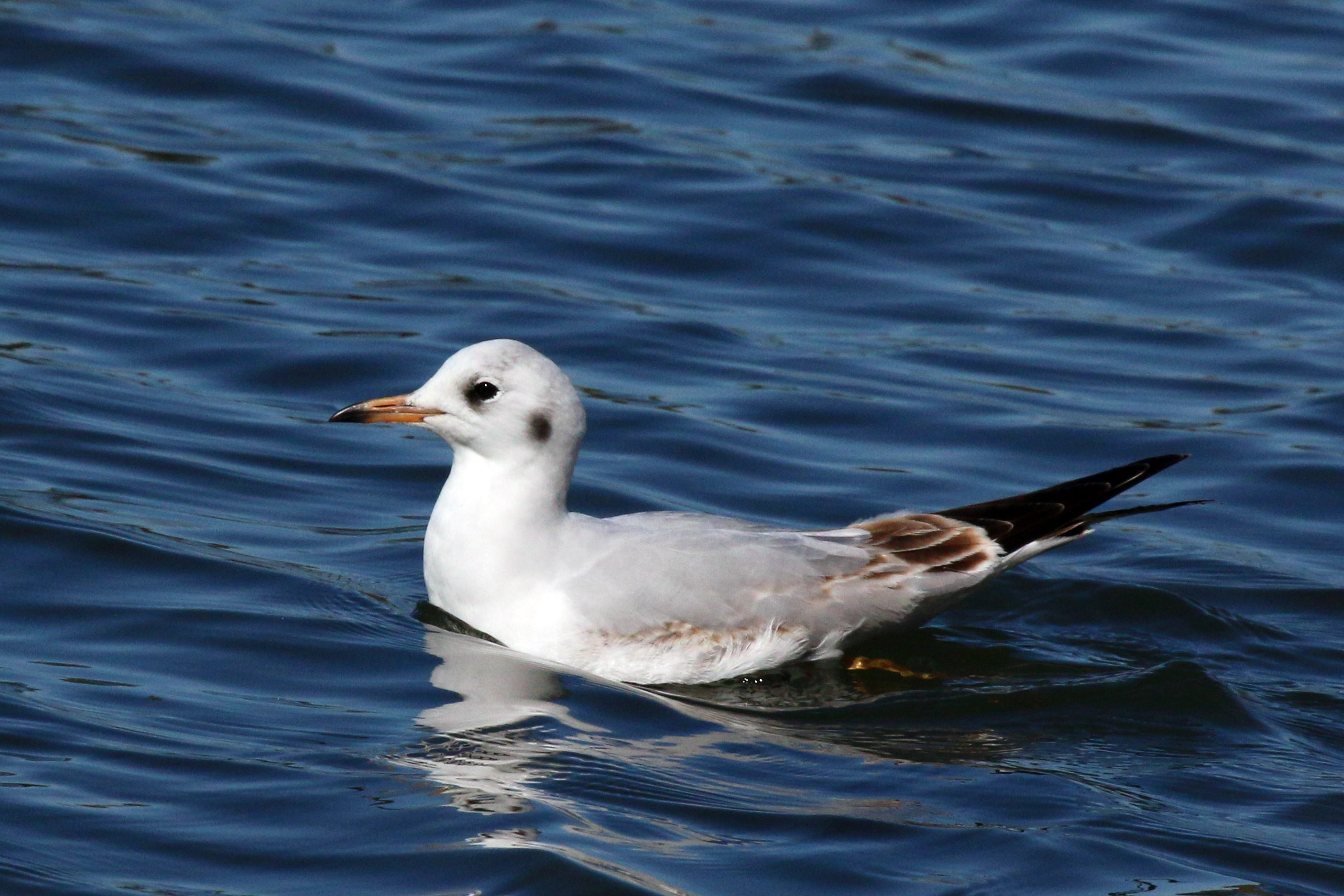
第一個冬季冬羽，布萊尼姆宮, 牛津郡
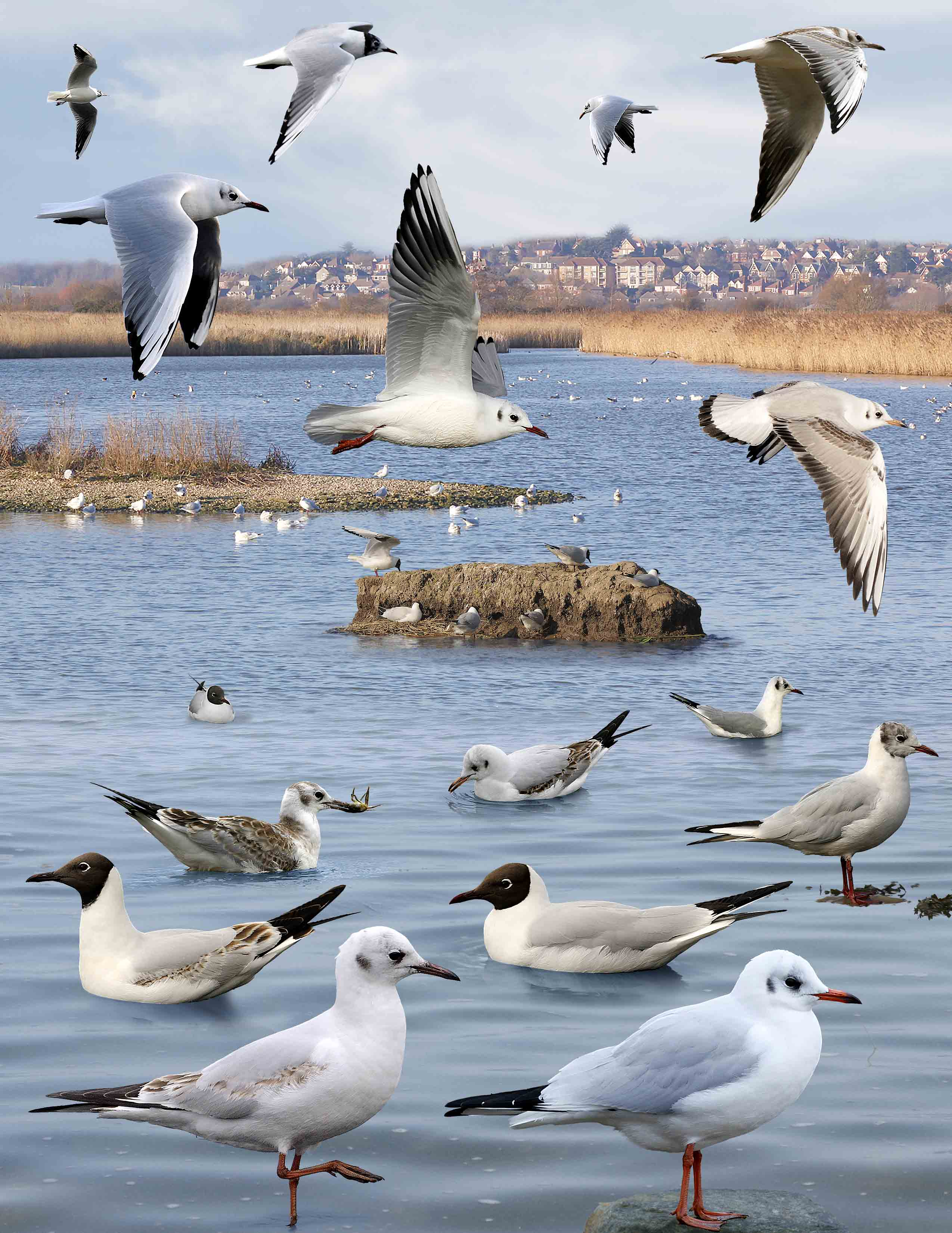
ID composite
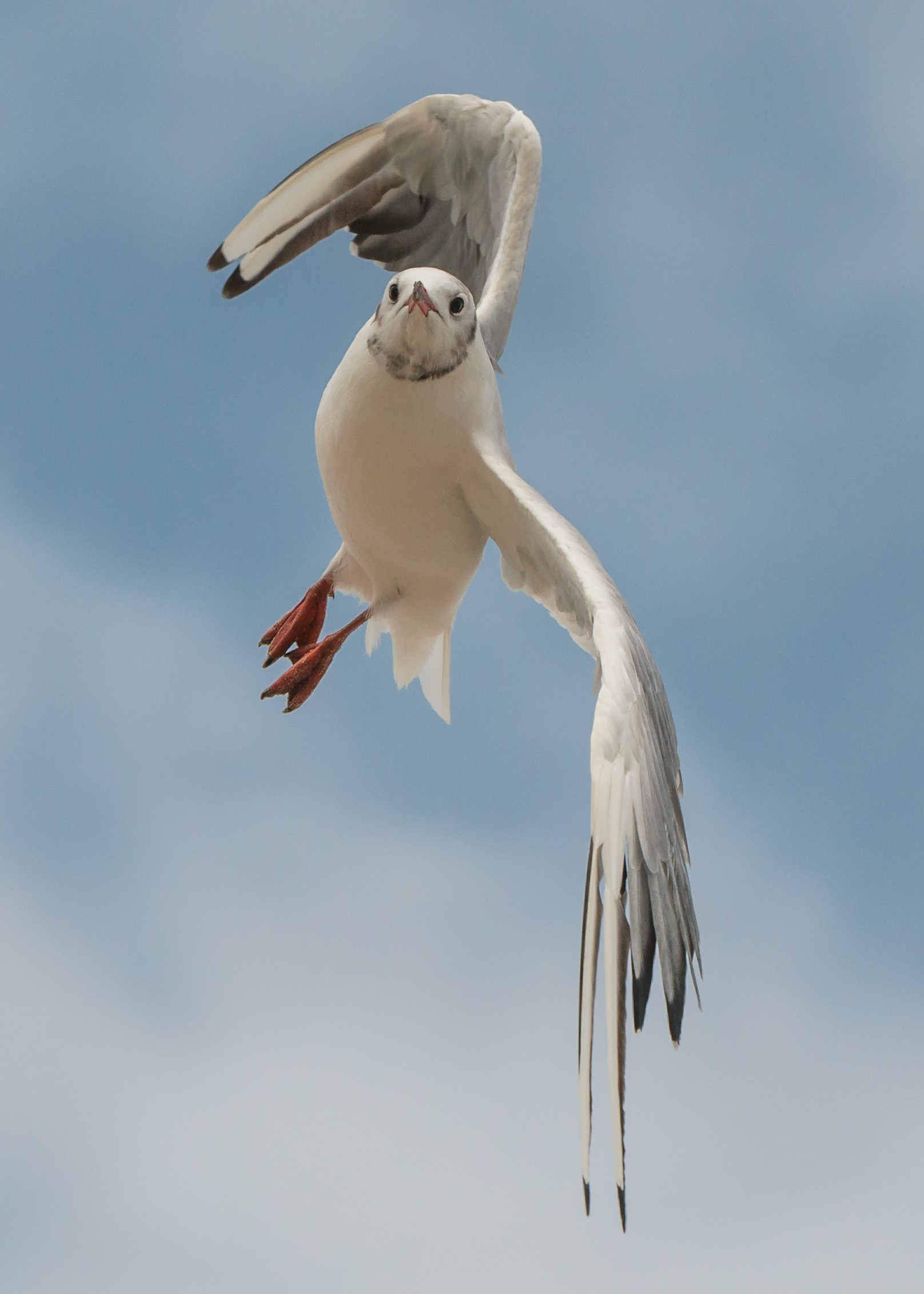
在 Großenbrode、石勒蘇益格-荷爾斯泰因 附近飛行。這隻鳥處於接近垂直的位置。
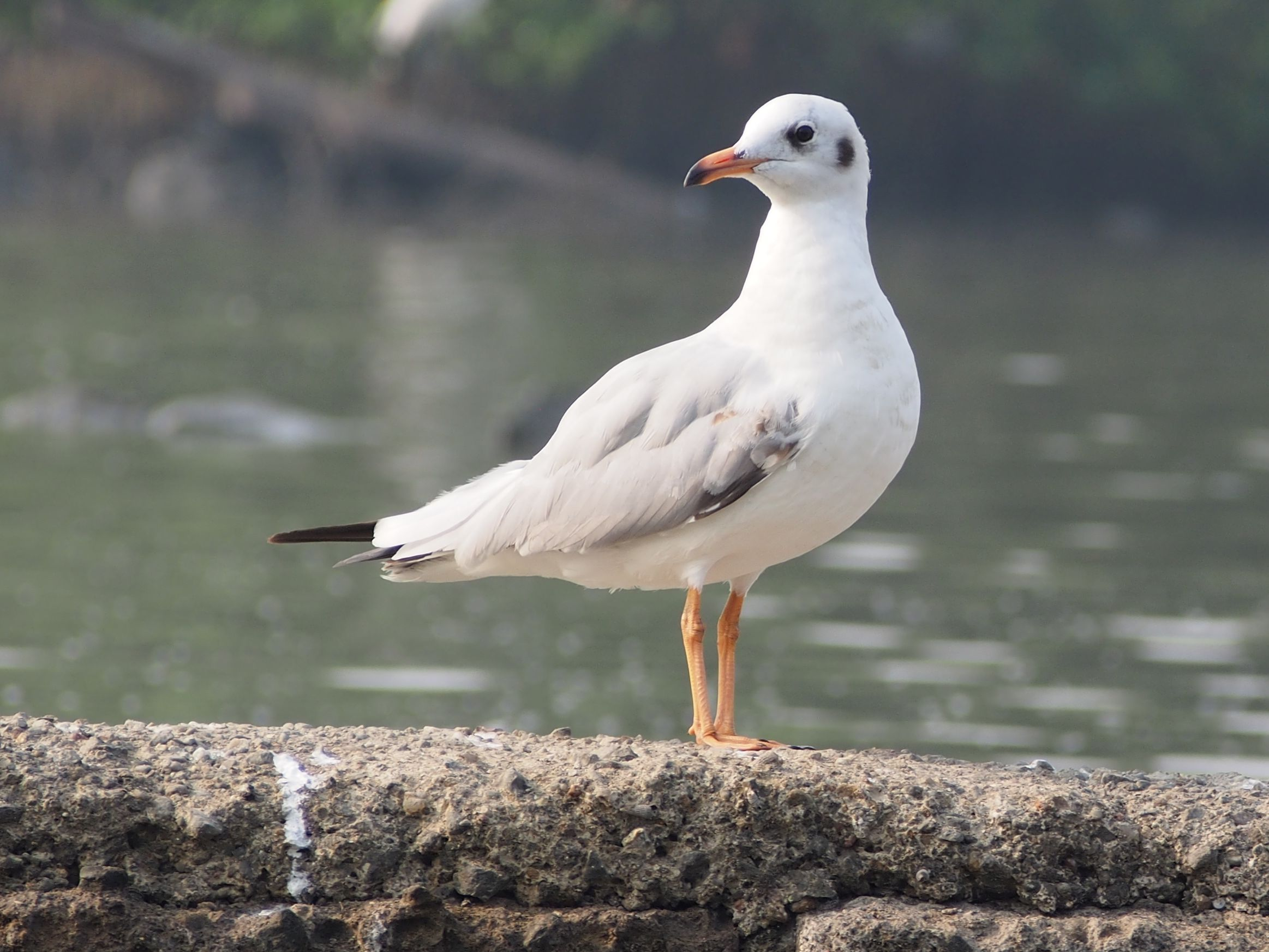
印度 - 新孟買
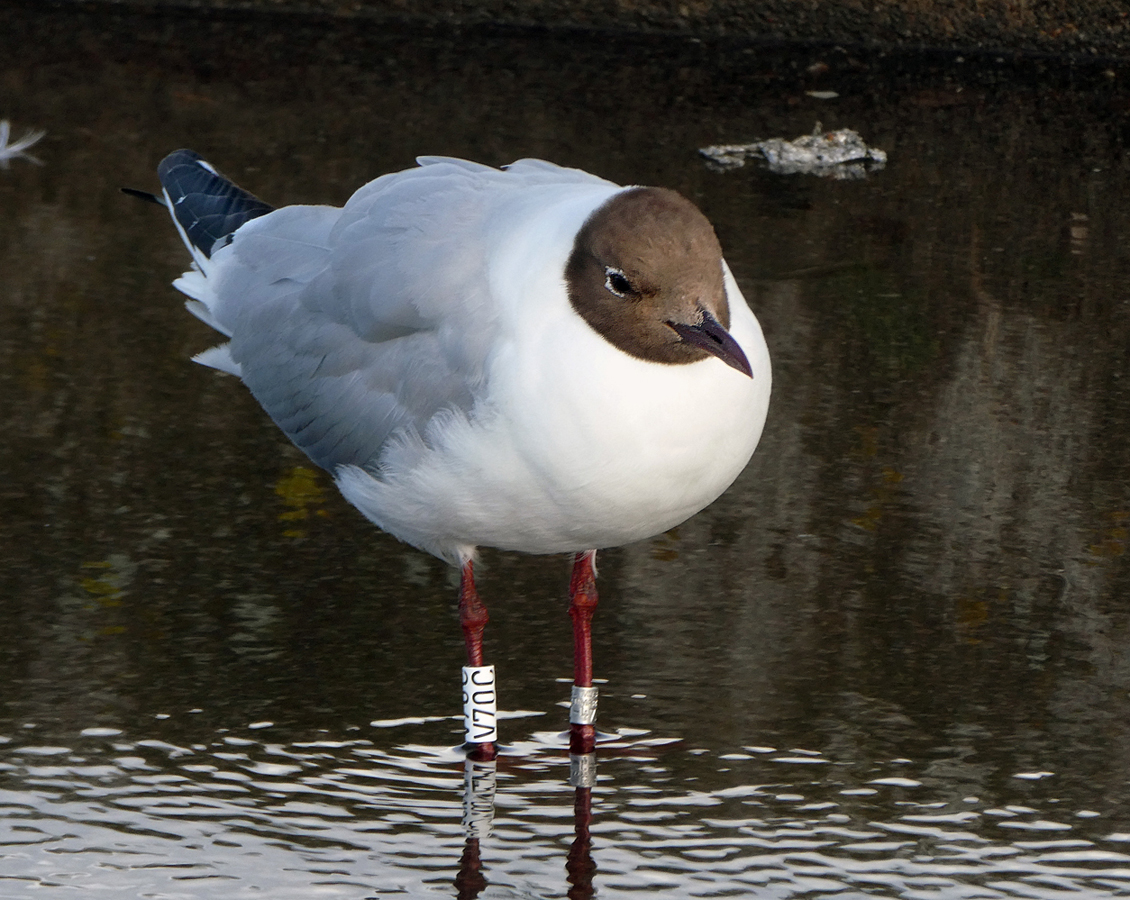
夏季繫放的成鳥
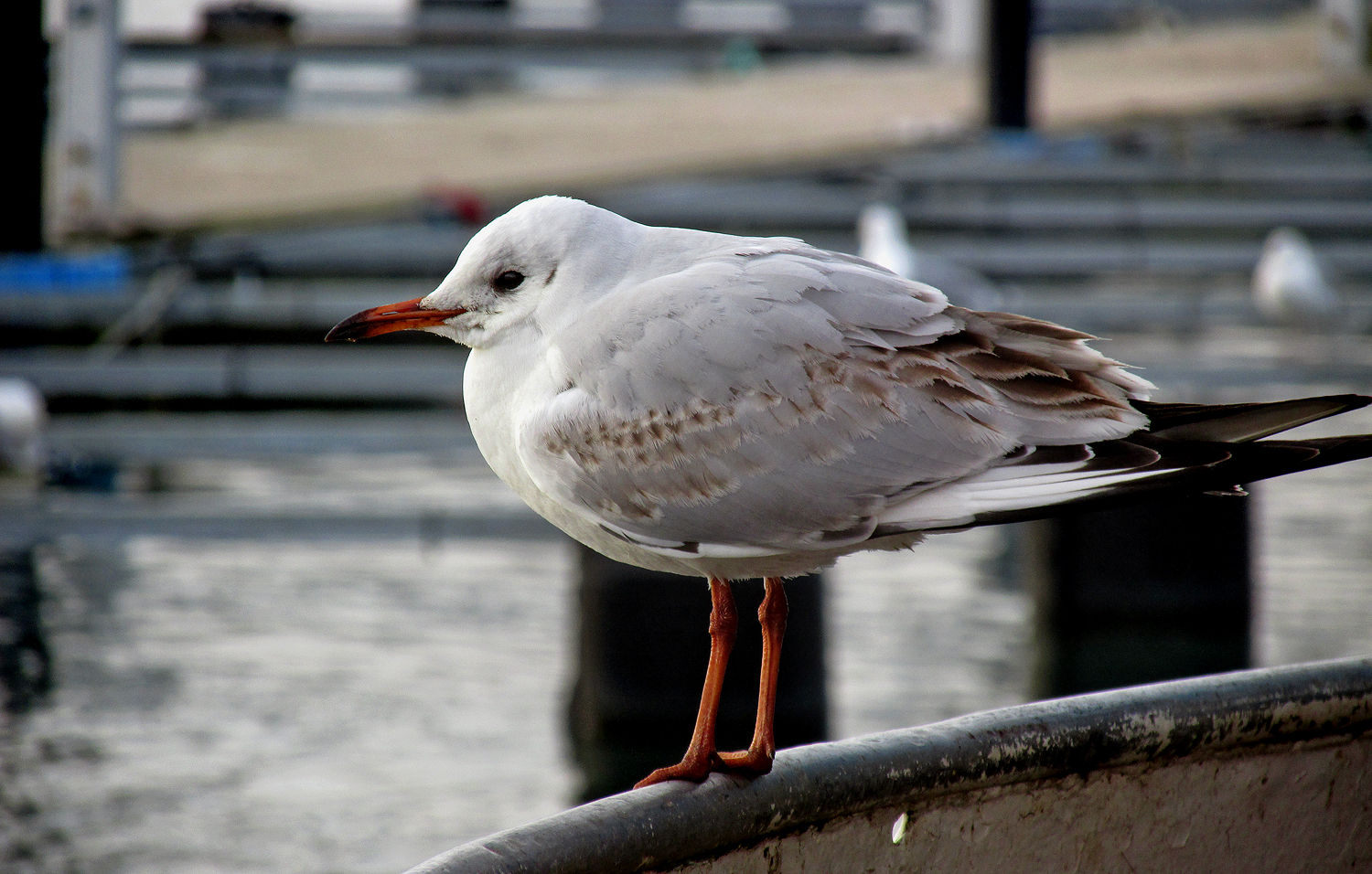
亞成鳥第一個冬季
- 紅嘴鷗以昆蟲為食
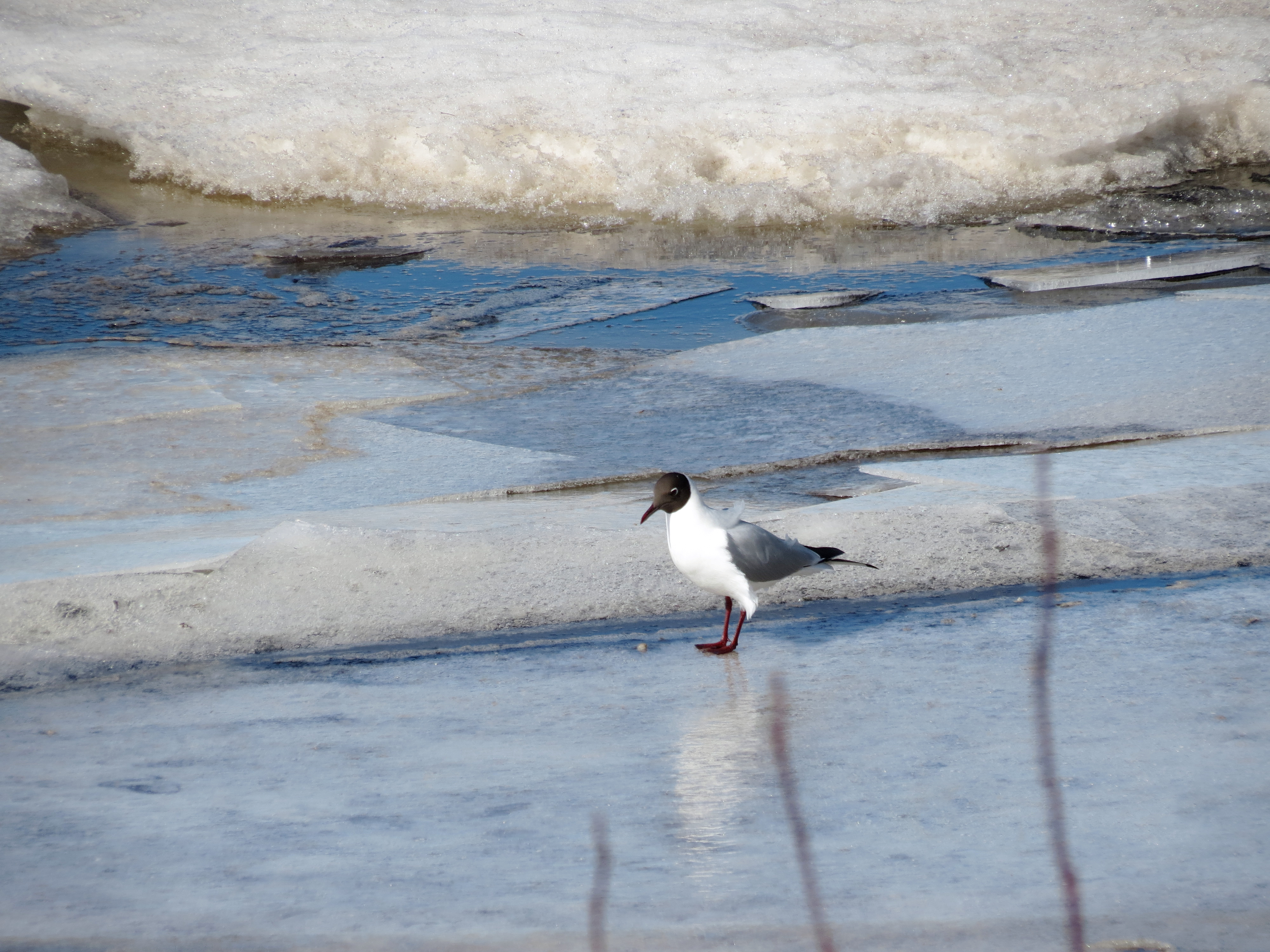
紅嘴鷗站在冰上 阿曼瓦伊拉，奧盧, 芬蘭。

## 扩展阅读
- 维基共享资源上的相關多媒體資源：紅嘴鷗
- 維基物種上的相關：紅嘴鷗